# Piper chaba
Piper chaba är en pepparväxtart som beskrevs av Carl Ludwig von Blume. Piper chaba ingår i släktet Piper och familjen pepparväxter. Inga underarter finns listade i Catalogue of Life.